# Amy Farrah Fowlerová
Amy Farrah Fowlerová je fiktivní postava z amerického sitcomu Teorie velkého třesku. Tuto postavu zde ztvárnila herečka Mayim Bialik.
Amy se narodila 17. prosince. Poprvé se objevila na konci 3. série, kdy se Howard a Raj snažili Sheldonovi domluvit rande po internetu pomocí falešného účtu na seznamce. Ukázalo se, že Amy se pravidelně každý rok účastní rande s mužem jen aby uspokojila matčino přání, aby se s někým seznámila. Pracuje jako neurobioložka (zajímavostí je, že je to také druhé povolání herečky Mayim Bialik). Svůj vztah s Sheldonem neberou jako klasický vztah, spíše jako experiment. Kdykoliv někdo řekne, že je to Sheldonova přítelkyně, Sheldon odvětí: „She is a girl, she is my friend, but she is not my girlfriend.“
V prvních výskytech to byla v podstatě verze Sheldona v ženské podobě, to vystihuje i její chování a naprosté nepochopení některých „normálních“ zvyklostí Penny. Ostatní o tomto páru mluví občas jako o Shamy, kombinací jejich jmen.

## Vývoj postavy
Zprvu se Amy chová velmi podobně jako Sheldon a Howard s Rajeshem litují, že ji na seznamce našli. Amy byla v dětství a mládí často terčem posměchu. Cítila se izolovaná a neměla žádné přátele, i když po nich velmi toužila. Později se však začne stýkat s Penny a velice se s ní spřátelí - projevuje jí velký vděk, že se stala její kamarádkou. Dokonce pro Penny nechá namalovat velký obraz - portrét obou dívek. Častým projevem jejího vděku jsou i intriky a snaha o očernění Priyi (Rajovy sestry) v době, kdy s ní chodí Leonard. Domnívá se, že tím pomůže Penny, která měla dříve s Leonardem vztah. K Bernadette má chladnější vztah, považuje ji za nejslabšího člena jejich dámské skupiny (Penny, Amy, Bernadette).
Se Sheldonem Cooperem mají zpočátku spíše přátelský vztah na základě svých shodných názorů. Zejména Sheldon je s takovým vztahem spokojen, ale Amy jej chce posunout dál. Stanou se tedy oficiálně partnery, což Sheldon potvrdí vytvořením „Dohody spoluchodících“. Ačkoli Amy několikrát projeví zájem o bližší kontakt, k žádnému intimnímu sblížení zatím nedošlo (Sheldon se tomu brání). Amy zatoužila po sexu se Zackem , což Sheldona nechalo klidným, ale když ji pozval Stuart do kina, uvědomí si, že o ni nechce přijít. V 7x15 (Manipulace lokomotivou) ji dokonce Sheldon políbí, v díle 9x11 (Očekávání premiérové noci), na její narozeniny (14. prosince 2015), přejdou dokonce na fyzický vztah.